# Shalim
Shalim (conosciuto anche come Shalem, Salem o Salim) era un'antica divinità appartenente al pantheon cananeo, menzionato in un'iscrizione rinvenuta nella città di Ugarit (attuale Ras Shamra) nell'odierna Siria.
William F. Albright, famoso archeologo statunitense, identificò Shalim, e il suo gemello Shahar, come i due aspetti del pianeta Venere (ritenuto nei tempi più antichi come due stelle distinte, una del mattino e una della sera), il primo come dio del tramonto e quindi come la "stella della sera", il secondo come dio dell'alba e "stella del mattino".

## Shahar
Secondo i fenici, Shahar (fenicio: Šḥr, pronuncia convenzionale Scia-ar, adattato anche in Sahar, Shar, Sar, Shakhar ecc.) era la personificazione dell'alba, figlio di Ēl e Atsherath e quindi fratellastro di Shalim.

## Il mito ugaritico
Un mito ugaritico conosciuto come Gli Dei più belli e graziosi, descrive Shalim e suo fratello gemello Shahar come figli del dio El, avuti dalle due mogli incontrate sulla riva del mare. Furono entrambi allattati dalla "Signora", probabilmente la dea Anat (Athirat o Asherah), con tanta fame da poter divorare l'uno la terra, l'altro il cielo. In altri testi di Ugarit, i due sono associati alla dea del sole.
Un'altra iscrizione, una preghiera rituale ripetuta tre volte, richiama i due gemelli divini:
"Chiamo a me gli dei graziosi, gli dei voraci di YM".
YM in più lingue semitiche significa "giorno", e Shalim e Shahar, divinità gemelle del tramonto e l'alba, sono stati concepiti come l'inizio e la fine del giorno.
Il dio Shalim può essere stato associato al tramonto e alla stella della sera nei sensi etimologici di un "completamento della giornata" e della pace del vespero.